# Dwayne Washington
Pour les articles homonymes, voir Washington.
Dwayne Alonzo Washington, né le 6 janvier 1964 à Brooklyn (New York) et mort le 20 avril 2016 dans le Bronx (New York), est un ancien joueur professionnel américain de basket-ball ayant joué au poste de meneur.

## Biographie
Après avoir passé sa carrière universitaire dans l'équipe des Orange de Syracuse, il a été drafté en 13e position par les Nets du New Jersey lors de la Draft 1986 de la NBA.

### Décès
Dwayne Washington subit une opération le 27 août 2015 au Crouse Hospital pour une tumeur au cerveau maligne. Le 20 avril 2016, il meurt à l'âge de 52 ans.